# Исаевка (Марий Эл)
Исаевка (мар. Исай почиҥга) — деревня в Советском районе Республики Марий Эл. Входит в состав Алексеевского сельского поселения.

## География
Находится в центральной части республики Марий Эл на расстоянии приблизительно 8 км по прямой на юго-запад от районного центра посёлка Советский.

## История
В 1940 году в деревне было 11 дворов, проживало 48 человек. В послевоенные годы деревня не получила развития. Начиная с 1963 года, число дворов с каждым годом уменьшалось. В 1963 году их было 11, в 1973 году — 10, в 1983 году — 9, в 1993 году −5 дворов, а в 2001 году — всего лишь 2 двора. В советское время работали колхозы им. Ворошилова и им. Молотова.

## Население
Население составляло 4 человека (мари 100 %) в 2002 году, 7 в 2010.